# Schweizerische Zentralstelle für Baurationalisierung
Die Schweizerische Zentralstelle für Baurationalisierung CRB (Centre Suisse d’études pour la Rationalisation du Bâtiment, heute: Centre suisse d'études pour la rationalisation de la construction) setzt sich seit 1959 für die Verständigung im Bauwesen ein. In enger Zusammenarbeit mit Fachverbänden und im Auftrag der schweizerischen Bauwirtschaft entwickelt CRB Standards für den gesamten Lebenszyklus eines Gebäudes – von der Planung über die Realisierung bis zur Bewirtschaftung. Mit ihrer einheitlichen Systematik und Sprachregelung erleichtern sie die Zusammenarbeit von Bauherren, Planern, Unternehmern sowie Zulieferern und bilden die Basis für die Digitalisierung im Bauwesen. 

## Geschichte und Organisation
CRB ist ein Verein mit etwa 5'000 Mitgliedern aus der ganzen Schweiz. Gegründet wurde er 1959 vom Bund Schweizer Architekten BSA. Weitere Trägerverbände sind der Schweizerische Ingenieur- und Architektenverein SIA sowie der Schweizerische Baumeisterverband SBV. Heute sind alle massgebenden Verbände und Organisationen der Schweizer Bauwirtschaft im Vorstand vertreten und unterstützen die Tätigkeit von CRB. 
In den Geschäftsstellen Zürich, Fribourg und Bellinzona beschäftigt CRB heute ca. 70 Mitarbeitende. Bis zu 400 Fachleute aus der Baupraxis sind jährlich im Auftragsverhältnis für CRB tätig.

### Nationale und internationale Vernetzung
CRB arbeitet mit zahlreichen nationalen Verbänden und Organisationen der Bauwirtschaft eng zusammen. 
Damit die Nutzer auch in Zukunft von den Vorteilen der Standardisierung und Rationalisierung profitieren können, nehmen Themen wie Building Information Modelling BIM (deutsch: Bauwerksdatenmodellierung) und Digitalisierung in der Entwicklungsarbeit von CRB eine zentrale Rolle ein. CRB ist Mitglied bei folgenden Organisationen:
- netzwerk_digital: CRB ist in diesem Verein, der die koordinierte Entwicklung der Digitalisierung in der Schweiz unterstützt und vorantreibt, für die Standardisierung zuständig. Weitere Mitglieder sind SIA, die öffentlichen Bauherren KBOB und die Interessengemeinschaft privater professioneller Bauherren IPB sowie Bauen digital Schweiz.
- buildingSMART International
- International Construction Information Society ICIS

### Kerngeschäft
Die bekanntesten CRB-Arbeitsmittel sind der Normpositionen-Katalog NPK und die Baukostenpläne BKP und eBKP. Sie sind in Deutsch, Französisch und Italienisch verfügbar. Zudem vertreibt CRB das aus Schweden stammende Natural Colour System NCS exklusiv in der Schweiz. Es ist das einzige Farbsystem, das Farben so beschreibt, wie das menschliche Auge sie wahrnimmt.
Der Normpositionen-Katalog NPK umfasst heute über eine Million marken- und produktneutraler Leistungspositionen aus dem Hoch-, Tief- und Untertagbau sowie der Gebäudetechnik. Er dient zur systematischen Erstellung einheitlicher, klarer und detailgenauer Leistungsbeschreibungen beim Bauen. Der NPK ist mit den Arbeitsmitteln der Kostenplanung und -überwachung verknüpft und bildet die Grundlage für den digitalen Datenaustausch.
Die Bauprodukteplattform prd.crb.ch unterstützt Baufachleute mit wertvollen Produkte- und Herstellerinformationen. 
Der ausführungsorientierte Baukostenplan BKP dient Planern, Unternehmern, Bauherren und Investoren als gemeinsame Grundlage für eine einheitliche Darstellung von Kosteninformationen. Mit dem Baukostenplan Hochbau eBKP-H und dem Baukostenplan Tiefbau eBKP-T können Kosten, die sich an Elementen orientieren, gegliedert werden. Dies erhöht die Effizienz bei der Kostenplanung, da schnell klar wird, bei welchen Bauteilen die höchsten Kosten liegen und wo Potenzial zur Optimierung besteht. 